# یوزگربه
یوزگربه یا سِروال (نام علمی: Leptailurus serval) یک گربه وحشی بومی آفریقا است که در کشورهای جنوب صحرا، به جز مناطق جنگلی بارانی، گسترده است، در سراسر محدوده آن، در مناطق حفاظت شده یافت می‌شود، و شکار آن در کشورهای مرتع ممنوع یا غیرقانونی است.
سروال تنها عضو از جنس Leptailurus است. سروال یک گربه باریک و با جثه متوسط است که ۵۴ تا ۶۲ سانتی‌متر (۲۱ تا ۲۴ اینچ) در شانه ایستاده و ۹ تا ۱۸ کیلوگرم (۲۰ تا ۴۰ پوند) وزن دارد. با سر کوچک، گوش‌های بزرگ، کت زرد طلایی و پوست خالدار و راه راه مشکی و دم کوتاه و نوک بینی سیاه مشخص می‌شود. سروال نسبت به اندازه بدنش بلندترین پاها را در بین گربه‌ها دارد.
سروال یک گوشتخوار منفرد است و هم در روز و هم در شب فعال است و جوندگان، به ویژه موش‌های صحرایی، پرندگان کوچک، قورباغه‌ها، حشرات و خزندگان را شکار می‌کند و از حس شنوایی خود برای یافتن شکار استفاده می‌کند. او از ارتفاع ۲ متری (۶ فوت ۷ اینچی) از سطح زمین می‌پرد تا روی شکار روی پای خود فرود آید و در نهایت با گاز گرفتن گردن یا سر آن را می‌کشد. هر دو جنس محدوده‌های منازل ۱۰ تا ۳۲ کیلومتر مربعی (۴ تا ۱۲ مایل مربع) را ایجاد می‌کنند و آنها را با مدفوع و بزاق مشخص می‌کنند. جفت‌گیری در زمان‌های مختلف سال در قسمت‌های مختلف محدوده آنها انجام می‌شود، اما معمولاً یک یا دو بار در سال در یک منطقه. بعد از بارداری در دوره دو تا سه ماهگی، یک نوزاد یک تا چهار متولد می‌شود. بچه گربه‌ها در سن یک ماهگی از شیر گرفته می‌شوند و در شش ماهگی به تنهایی شروع به شکار می‌کنند. آنها در حدود ۱۲ ماهگی مادر خود را ترک می‌کنند.

## ویژگی‌های بدنی
یوزگربه یک گربه‌سان متوسط با پاهای بسیار بلند (نسبتا بلندترین پا در میان گربه سانان)، دم کوتاه، گردن بلند و سر کوچک با گوش‌های بزرگ و گرد و پوزه کوتاه است. رنگ آن زرد مایل به قهوه ای با طرحی نامنظم از راه راه‌ها و خال‌های مشکی است. تنوع رنگ سیاه در برخی مناطق، به ویژه در مناطق کوهستانی مانند بلندی‌های اتیوپی، رایج است، در حالی که در اوگاندا و شرق کنگو-کینشاسا، انواعی با پوشش خالدار بیشتر دیده می‌شود. رنگ زیر بدن سفید کدر است. دم کوتاه به‌طور متناوب دارای حلقه‌های سیاه و خرمایی‌رنگ است. پشت گوش‌ها سیاه است، با یک نقطه سفید مشخص در مرکز.
طول سر تا نیم تنه آن ۶۷ تا ۱۰۰ سانتی‌متر است. دم ۲۴ تا ۳۵ سانتی‌متر است. نرها بزرگتر از ماده‌ها هستند. وزن نرها ۱۰ تا ۱۸ کیلوگرم (متوسط ۱۳ کیلوگرم)، وزن ماده‌ها ۶ تا ۱۲٫۵ کیلوگرم (متوسط ۱۱ کیلوگرم) است.

## پراکندگی و زیستگاه
یوزگربه عمدتاً در گرم‌دشت و علفزاره باز زندگی می‌کند، اما در جنگل‌های باز، در امتداد لبه جنگل، در مناطق گرمسیری کوهستانی و در نیزارهای اطراف مرداب‌ها هم نشیمن دارد. عمدتاً در مناطقی زندگی می‌کند که چمن بلندتری دارد. در بیشتر مناطق جنوب صحرای آفریقا (به استثنای جنگل‌های بارانی متراکم و بیابان‌های بسیار خشک) و در شمال غربی آفریقا یافت می‌شود. نسل یوزگربه از مناطق پرجمعیت، مانند بیشتر مناطق آفریقای جنوبی، برانداخته شده است.

## جایگاه اکولوژیکی
یوزگربه شنوایی عالی دارد و از این طریق جوندگان و طعمه‌های دیگر را در زیر زمین یا در میان علف‌های بلند زیستگاه خود پیدا می‌کند. پاهای بلندش به او اجازه می‌دهد تا بالاتر از چمن‌های بلند را ببیند. گرگ یال‌دار آمریکای جنوبی، از سگ‌سانان، جایگاه اکولوژیکی مشابهی را اشغال می‌کند و به‌طور مشابه برای شکار جوندگان در مناطقی با علف‌های بلند سازگار است.

## خوراک
رژیم غذایی یوزگربه شامل پستانداران کوچک (تا اندازه یک خرگوش)، مارمولک، مار، پرندگان و حشرات است. گاهی میوه‌ها، ماهی‌ها و قورباغه‌ها را نیز می‌خورد و گاه بزهای جوان شکار او می‌شوند. مهم‌ترین طعمه او موش است که به دلیل شنوایی عالی می‌تواند آنها را در میان علف‌های بلند یا زیر زمین بیابد.
یوزگربه روند روزانه خود را با طعمه تطبیق می‌دهد: اگر موش‌های روزگرد مانند آرویکانتیس زیاد باشند، یوزگربه عمدتاً در طول روز شکار می‌کند، زمانی که به خصوص موش‌های شب‌گرد مانند موش‌های مانداب و موش‌های کُرکی زیاد باشند یوزگربه هم بیشتر در شب شکار می‌کند. پس از یافتن طعمه، با یک پرش سریع به سوی حیوان می‌جهد. حیوانات زیرزمینی را با پاهای جلویی بلند خود از لانه‌هایشان بیرون می‌آورد. یوزگربه همچنین می‌تواند پرندگان را با پرش از آسمان بگیرد. یوزگربه پوست شکار خود را می‌کند و تکه‌هایی از طعمه‌های بزرگ‌تر را در زیر زمین ذخیره می‌کند. این جانور مرغ را هم می‌خورد و می‌تواند آسیب فراوانی به مرغداران وارد کند.

## سبک زندگی
یوزگربه گونه‌ای تک‌زی است. در قلمرو کوچکی زندگی می‌کند که در برابر سایر یوزگربه‌ها بتوان از آن دفاع کرد. با این حال، منطقه اطراف او (تا ۳۰ کیلومتر مربع) با یوزگربه‌های دیگر مشترک است. محدوده قلمرو خود را ادرار مشخص شده است. هنگام روبه رو شدن بین خود، یوزگربه‌ها سرشان را بالا و پایین تکان می‌دهند. یوزگربه‌ها اغلب با ایستادن روی انگشتان پا، با پشت خمیده، خود را بسیار بزرگ می‌کنند. این حیوان به‌هنگام پرخاشگری صداهای غرغر درمی‌آورد و پارس می‌کند و با چنگال‌هایش زخم می‌زند. غار زیرزمینی یا فضایی بین صخره‌ها یا پوشش گیاهی متراکم برای او به عنوان پناهگاه عمل می‌کند.

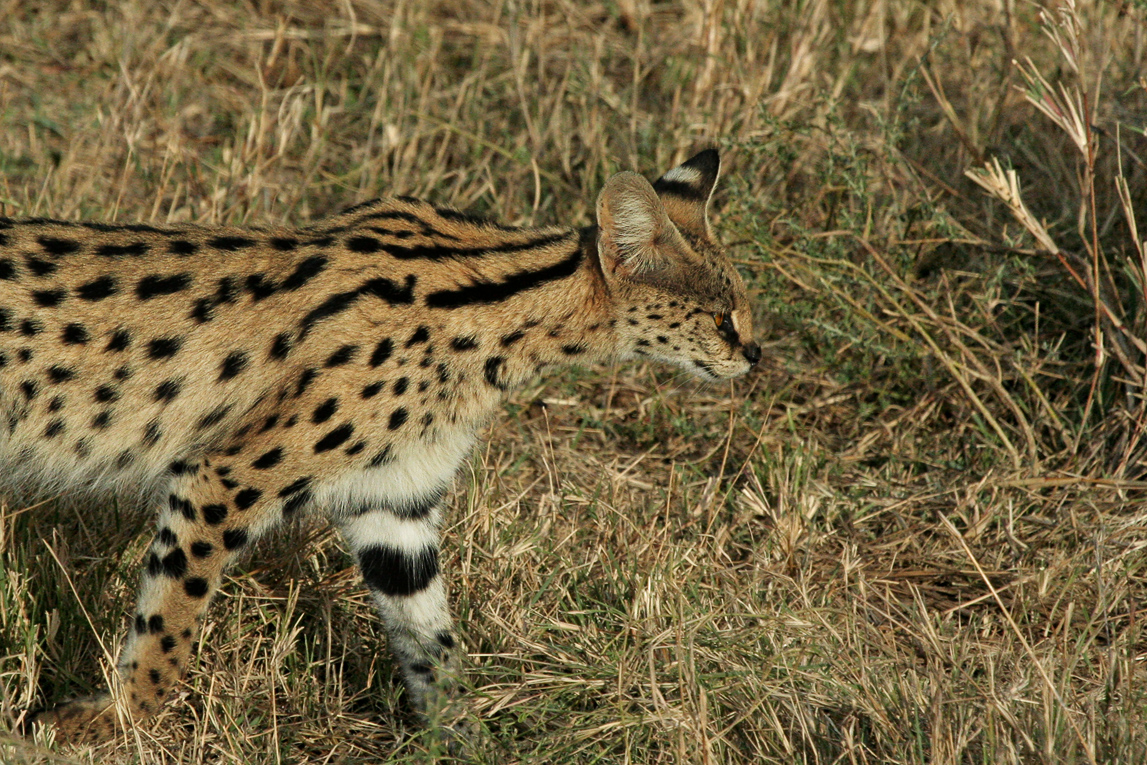

## رفتار و بوم‌شناسی

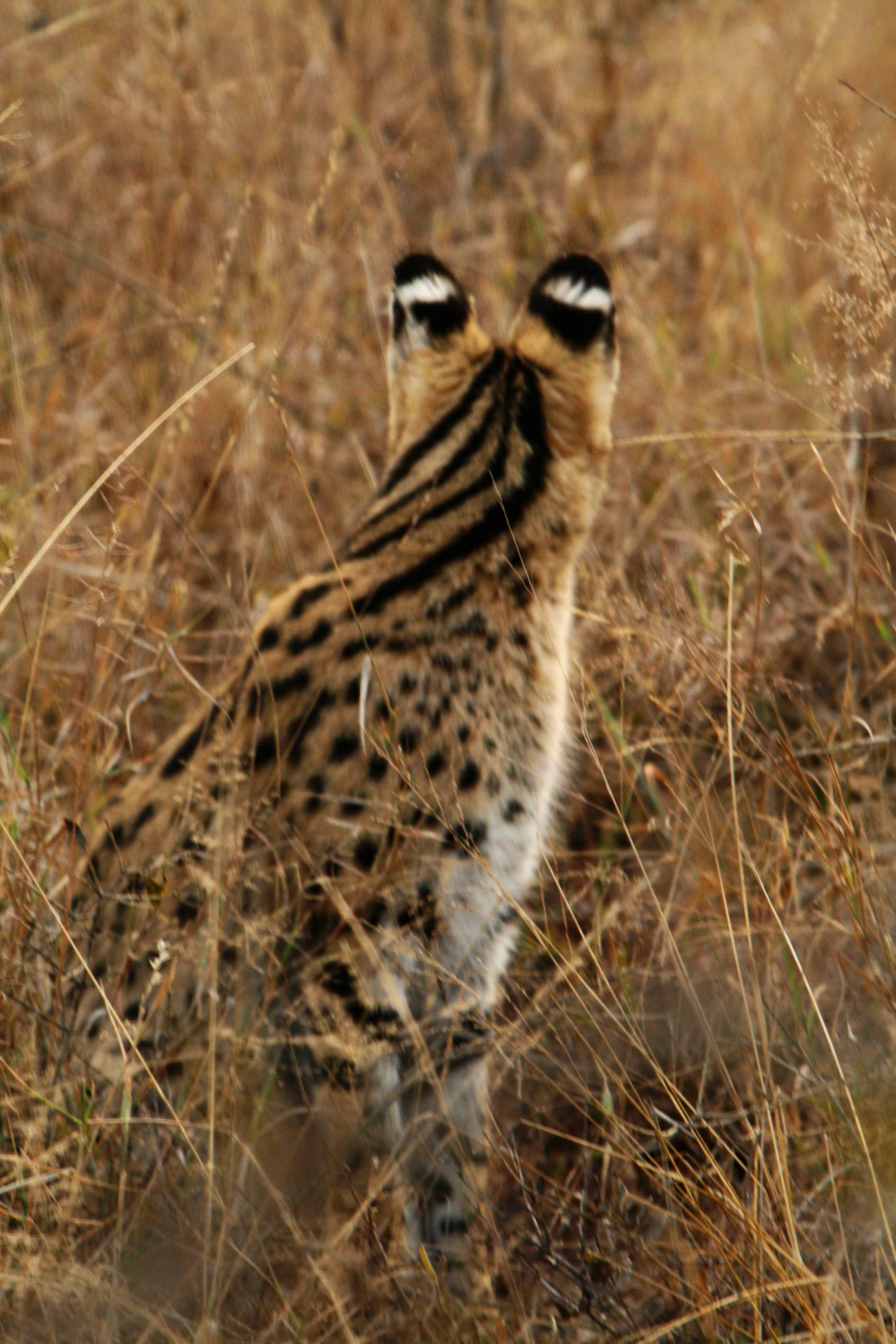
[گمان می‌رود که لکه‌های سفید سروال در پشت گوش‌هایش نقش مهمی در برقراری ارتباط دارند.

سروال در روز و همچنین در شب هم فعال است. فعالیت ممکن است در اوایل صبح، حوالی گرگ و میش و نیمه شب به اوج خود برسد. سرویس‌ها ممکن است برای مدت طولانی‌تری در روزهای سرد یا بارانی فعال باشند. در ظهر گرم، در سایه بوته‌ها و علف‌ها استراحت می‌کنند یا خود را اصلاح می‌کنند. سروال‌ها در مجاورت خود محتاط هستند، اگرچه ممکن است وقتی هیچ گوشتخوار بزرگ یا حیوان شکاری در اطراف وجود نداشته باشد هوشیارتر باشند. سروال‌ها هر شب به اندازه ۲ تا ۴ کیلومتر راه می‌روند (۱/۴ تا ۲ _ _+۱/۲ مایل) سرورها اغلب از مسیرهای ویژه برای رسیدن به مناطق شکار خاص استفاده می‌کنند. یک حیوان منفرد، تعامل اجتماعی کمی بین سروال‌ها وجود دارد، به جز در فصل جفت‌گیری، زمانی که جفت‌های جنس مخالف ممکن است در کنار هم بمانند. به نظر می‌رسد تنها پیوند طولانی مدت مادر و توله‌هایش است که مادرشان را تنها در یک سالگی ترک می‌کنند. نر و ماده هر دو گستره خانه را ایجاد می‌کنند و فقط در مناطق خاصی ("مناطق اصلی") در آنها فعال هستند. مساحت این محدوده‌ها می‌تواند از ۱۰ تا ۳۲ کیلومتر مربع (۴ تا ۱۲ مایل مربع) متفاوت باشد. تراکم طعمه، در دسترس بودن پوشش و دخالت انسان می‌تواند عوامل مهمی در تعیین اندازه آنها باشد. محدوده خانه ممکن است به‌طور گسترده‌ای همپوشانی داشته باشند، اما ساکنان کمترین تعامل را نشان می‌دهند. برخوردهای تهاجمی نادر است، زیرا به نظر می‌رسد که سروال‌ها به جای جنگیدن و دفاع از محدوده‌های خود، متقابلاً از یکدیگر دوری می‌کنند. در مواردی که دو سروال بالغ در درگیری بر سر قلمرو با هم ملاقات می‌کنند، ممکن است نمایشی تشریفاتی رخ دهد که در آن یکی پنجه را روی سینه دیگری می‌گذارد و در حالی که رقیب خود را از نزدیک مشاهده می‌کند. این تعامل به ندرت به دعوا تبدیل می‌شود. . رفتار آگونیستی شامل حرکت عمودی سر (بر خلاف حرکت افقی مشاهده شده در گربه‌های دیگر)، بالا بردن مو و دم، نمایش دندان‌ها و نوار سفید روی گوش‌ها و زوزه کشیدن است. افراد محدوده و مسیرهای ترجیحی خود را با پاشیدن ادرار بر روی پوشش گیاهی مجاور، انداختن پوسته‌ها در طول مسیر، و مالیدن دهان خود بر روی علف‌ها یا زمین در حالی که بزاق ترشح می‌کنند، مشخص می‌کنند. سروال‌ها معمولاً بی‌تحرک هستند، حتی اگر محدوده خود را ترک کنند، فقط چند کیلومتر دورتر می‌شوند. سروال در برابر کفتارها و سگ‌های وحشی آفریقایی آسیب‌پذیر است. برای فرار از دید آنها به دنبال پوششی می‌گردد و اگر شکارچی خیلی نزدیک است، فوراً با جهش‌های طولانی فرار می‌کند و مسیر خود را مرتباً تغییر می‌دهد و دم را بالا می‌برد. سروال یک کوهنورد کارآمد، هرچند نه مکرر است. مشاهده شد که فردی برای فرار از سگ‌ها از درختی به ارتفاع بیش از ۹ متر (۳۰ فوت) بالا رفته است. مانند بسیاری از گربه‌ها، سروال می‌تواند خرخر کند. همچنین صدای جیر جیر بلندی دارد و می‌تواند خش خش کند، غرغر کند، غرغر کند و می‌کند.

### شکار و رژیم غذایی

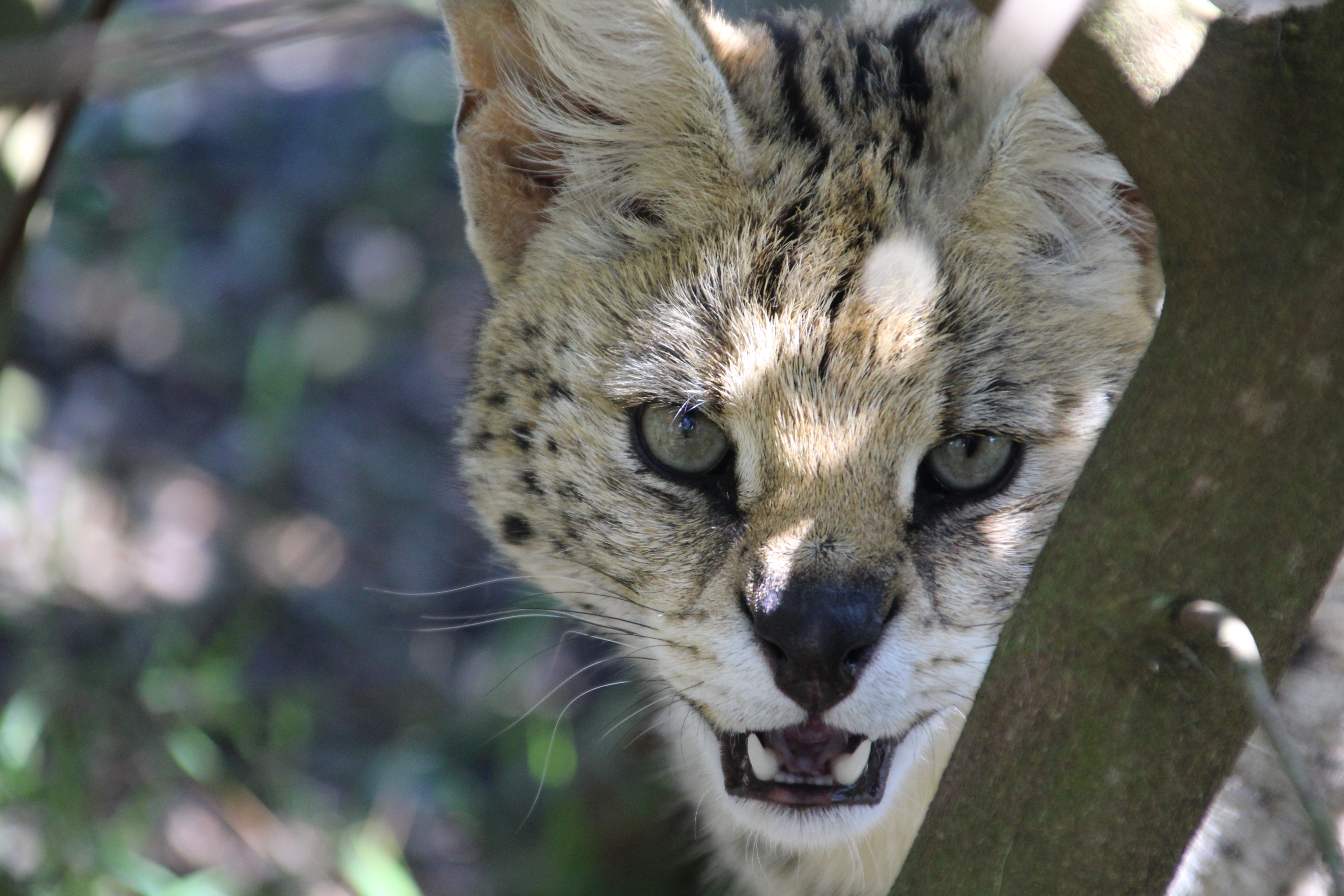
یک سروال در آفریقای جنوبی

سروال گوشتخواری است که جوندگان، به ویژه موش‌های صحرایی، پرندگان کوچک، خرگوش‌ها، قورباغه‌ها، حشرات و خزندگان را شکار می‌کند و همچنین از علف‌هایی تغذیه می‌کند که می‌تواند آنها را هضم کند یا به عنوان یک استفراغ بیرون دهد. تا ۹۰ درصد از حیوانات شکار شده کمتر از ۲۰۰ گرم (۷٫۱ اونس) وزن دارند. سروال گاهی اوقات طعمه‌های بزرگتری مانند دوکورها، خرگوش‌ها، فلامینگوها و آنتلوپ‌های جوان را نیز شکار می‌کند. ولی ۸۰ تا ۹۷ درصد طعمه‌ها، به عنوان جوندگان ثبت شده است. به غیر از موش‌های صحرایی، جوندگان دیگری که اغلب در رژیم غذایی ثبت شده‌اند شامل موش صحرایی آفریقایی، موش کوتوله آفریقایی و ماکسومی‌ها هستند.
سروال هنگام مشاهده طعمه، ۱۵ دقیقه بی حرکت می‌ماند. وقتی طعمه در محدوده باشد، با هر چهار پا تا ارتفاع ۴ متری (۱۳ فوت) در هوا می‌پرد و با پنجه‌های جلویی خود حمله می‌کند. برای کشتن طعمه‌های کوچک، به آرامی آن را ساقه می‌اندازد، سپس با پاهای جلویی که به سمت قفسه سینه است بر روی آن می‌کوبد و در نهایت با پاهای جلویی روی آن فرود می‌آید. طعمه که از یک یا هر دو پنجه جلوی سرول ضربه می‌خورد، ناتوان می‌شود و سروال آن را روی سر یا گردن گاز می‌گیرد و بلافاصله آن را می‌بلعد. به مارها ضربات و حتی نیش بیشتری وارد می‌شود و ممکن است حتی در حال حرکت نیز مصرف شوند. طعمه‌های بزرگ‌تر، مانند پرندگان بزرگ‌تر، با یک دوی سرعت و به دنبال آن یک جهش برای گرفتن آنها در حالی که می‌خواهند فرار کنند کشته می‌شوند و به آرامی خورده می‌شوند. سروال‌ها مشاهده شده است  شکارهای بزرگ را ذخیره می‌کنند تا بعداً با پنهان کردن آنها در برگ‌ها و علف‌های مرده مصرف شوند. سروال‌ها معمولاً هنگام غذا خوردن از شر اندام‌های داخلی جوندگان خلاص می‌شوند و قبل از مصرف پرهای پرندگان را می‌چینند. در طول یک جهش، یک سروال می‌تواند به بیش از ۲ متر (۶ فوت ۷ اینچ) بالاتر از سطح زمین برسد و یک فاصله افقی تا ۳٫۶ متر (۱۱ فوت ۱۰ اینچ) را پوشش دهد. به نظر می‌رسد سروال‌ها شکارچیان کارآمدی باشند. مطالعه‌ای در نگورونگورو نشان داد که سروال‌ها در نیمی از تلاش‌های شکار خود، بدون توجه به زمان شکار، موفق بودند و میزان موفقیت یک سروال مادر ۶۲ درصد بوده است. تعداد کشتارها در یک دوره ۲۴ ساعته به‌طور متوسط ۱۵ تا ۱۶ بوده است. گاهی اوقات، لاشه‌خواری هم مشاهده شده اما به ندرت.

## حفاظت
تخریب تالاب‌ها و مراتع یک تهدید بزرگ برای بقای سروال است. تجارت پوست‌های سروال، اگرچه رو به کاهش است، اما همچنان در کشورهایی مانند بنین و سنگال رخ می‌دهد. در غرب آفریقا، سروال در طب سنتی اهمیت دارد. دامداران غالباً برای محافظت از دام‌های خود، سروال‌ها را می‌کشند، اگرچه سروال‌ها معمولاً دام‌ها را شکار نمی‌کنند.
این گونه به عنوان کمترین نگرانی در فهرست سرخ آی‌یوسی‌ان ذکر شده است و در ضمیمه II CITES گنجانده شده است. در چندین منطقه حفاظت شده در سراسر محدوده آن یافت می‌شود. شکار سروال در الجزایر، بوتسوانا، کنگو، کنیا، لیبریا، مراکش، موزامبیک، نیجریه، رواندا، تونس و استان دماغه آفریقای جنوبی ممنوع است. مقررات شکار در آنگولا، بورکینافاسو، جمهوری آفریقای مرکزی، جمهوری دموکراتیک کنگو، غنا، مالاوی، سنگال، سیرالئون، سومالی، تانزانیا، توگو و زامبیا اعمال می‌شود.

## در فرهنگ
ارتباط سروال‌ها با انسان‌ها به زمان مصر باستان برمی گردد. سروال‌ها به عنوان هدایا یا اشیاء مبادله ای از نوبیا در هنر مصر به تصویر کشیده می‌شوند. سروال‌ها گهگاه به عنوان حیوان خانگی نگهداری می‌شوند، اگرچه طبیعت وحشی آنها به این معنی است که مالکیت سروال‌ها در برخی کشورها تنظیم شده است